# Alianza de Izquierdas
La Alianza de Izquierdas fue una coalición política española de ideología republicana creada de cara a las elecciones generales de 1918. Tuvo como precedente la Conjunción Republicano-Socialista de las elecciones de 1916, y fue sucedido en las de 1919 de nuevo por esta. El motivo por el que en 1918 se creó esta nueva alianza electoral se debió a la poca actividad y efectividad que en aquel momento mostraba la moribunda Conjunción Republicano Socialista, aunque ello no supuso en sí la disolución de la Conjunción.
Entre sus líderes estaban Melquíades Álvarez, del Partido Reformista, y Álvaro de Albornoz, de la Federación Republicana, 
La candidatura obtuvo 35 diputados, siendo 10 de la Federación Republicana e independientes afines, 9 del Partido Reformista, 6 del PSOE, 4 del Partit Republicà Català (PRC), 2 del Partido Republicano Radical (PRR), 1 del Partido de Unión Republicana Autonomista (PURA), 1 del Partido Republicano Democrático Federal (PRDF) y 2 independientes republicanos nacionalistas catalanes. Asimismo, fue el partido más votado en la provincia de Tarragona.
Sin embargo, estos resultados quedaban lejos de las expectativas iniciales puestas por la "Alianza de izquierdas" y en cierto modo suponían un fracaso, ya que los partidos dinásticos seguían acaparando la mayor parte del voto.

## Resultados electorales
| Comicios                     | Escaños obtenidos | +/– | Cabeza de lista                        |
| ---------------------------- | ----------------- | --- | -------------------------------------- |
| Elecciones generales de 1918 | 35/409            | 35  | Melquíades Álvarez, Álvaro de Albornoz |